# Feliniopsis dargei
Feliniopsis dargei là một loài bướm đêm trong họ Noctuidae.